# Ngô Tố Dụng
Ngô Tố Dụng (sinh năm 1959) là thẩm phán cao cấp người Việt Nam. Ông từng giữ chức vụ Chánh án Tòa án nhân dân tỉnh Phú Thọ (2010-2019).

## Tiểu sử
Ngô Tố Dụng sinh ngày 26 tháng 5 năm 1959, quê quán tại xã Đan Thượng, huyện Hạ Hòa, tỉnh Phú Thọ.
Ông có bằng Cử nhân Đại học Luật, Cử nhân Chính trị Đảng Cộng sản Việt Nam.
Ông là đảng viên Đảng Cộng sản Việt Nam.
Từ năm 2010, Ngô Tố Dụng là Chánh án Tòa án nhân dân tỉnh Phú Thọ.
Ngô Tố Dụng là Đại biểu Hội đồng nhân dân huyện Thanh Ba, tỉnh Phú Thọ, thành viên Ban Pháp chế HĐND tỉnh Phú Thọ nhiệm kỳ 2016 – 2021. Năm 2016, ông trúng cử Đại biểu HĐ ND tỉnh Phú Thọ tại đơn vị bầu cử số 8 với tỉ lệ 74,16%.
Năm 2018, ông đang là Tỉnh ủy viên, Chánh án Tòa án nhân dân tỉnh Phú Thọ.
Tháng 5 năm 2019, Ngô Tố Dụng nghỉ hưu, thay thế ông giữ chức vụ Chánh án TAND tỉnh Phú Thọ là Phó Chánh án Đỗ Ngọc Tuấn.